# Zig Zig
Zig Zig ist ein französisch-italienisches Filmdrama von László Szabó mit Catherine Deneuve und Bernadette Lafont aus dem Jahr 1975.

## Handlung
Pauline und Marie sind gemeinsam als Tänzerinnen und Sängerinnen in einem Nachtclub im Pariser Vergnügungsviertel Pigalle engagiert und als Stars der Kabarettnummer „Zig Zig“ heiß begehrt. Zu ihren Fans gehört auch Monsieur Jean, ein reicher, pensionierter Polizeikommissar. Nach und nach beginnt das lesbische Paar, in der Bar des ehemaligen Boxers Aldo Minelli „Reservierungen“ der Stammgäste anzunehmen. Bewusst prostituieren sie sich dort, um sich mit dem Geld eine gemeinsame sichere Zukunft zu schaffen.
Ohne Maries Wissen jedoch arbeitet Pauline mit einer Bande Transvestiten zusammen, die die Frau des Landwirtschaftsministers entführen. Während der Kommissar Bruyère im Dunkeln tappt und seine Frau ihn mit dem Wachtmann Edelweiss betrügt, findet und identifiziert Monsieur Jean die Frau des Ministers.
Marie macht daraufhin ihrer kriminell gewordenen Freundin Vorwürfe. Pauline jedoch wird kurz darauf vom Landstreicher Walter ermordet, der in sie verliebt ist und auf Rache sinnt. Monsieur Jean tötet Paulines Mörder und läuft auf Marie zu, die den Leichnam ihrer Freundin im Arm hält.